# Kenotron

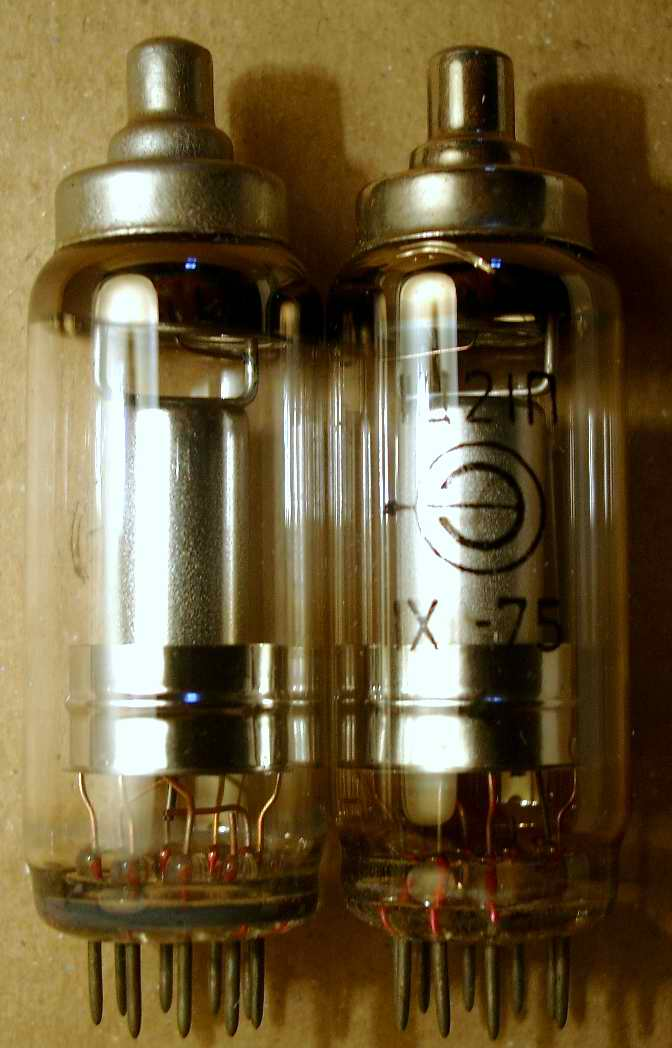
Kenotron 1C21P

El kenotron és un díode de buit que pot suportar elevades tensions entre ànode i càtode, de fins a diverses desenes de quilovolts. Emprat, per exemple, amb rectificador, acoblat a un transformador d'alta tensió, aquesta vàlvula pot reemplaçar amb avantatge una màquina electroestàtica, o a una bobina d'inducció, per obtenir grans tensions de sentit invariable. La paraula kenotron és una contracció de l'adjectiu grec κενός, Kénos, que significa buit i el substantiu electró.